# Порубка (Бардјејов)
Порубка (слч. Porúbka) насељено је мјесто са административним статусом сеоске општине (слч. obec) у округу Бардјејов, у Прешовском крају, Словачка Република.

## Становништво
| Година:    | 1994. | 2004.   | 2014.   | 2024.   |
| ---------- | ----- | ------- | ------- | ------- |
| Број људи: | 244   | 238     | 218     | 213     |
| Разлика:   |       | -2,45 % | -8,40 % | -2,29 % |

| Година:    | 2023. | 2024.   |
| ---------- | ----- | ------- |
| Број људи: | 219   | 213     |
| Разлика:   |       | -2,73 % |

Према подацима о броју становника из 2024. године насеље је имало 213 становника.